# Rompecabezas de mosaicos

Ejemplo de un rompecabezas de mosaico que utiliza el espacio negativo.

Los rompecabezas de mosaicos son rompecabezas que implican problemas de empaquetado bidimensional en los que se deben ensamblar varias formas planas en una forma dada más grande sin superposiciones (y a menudo sin espacios). Algunos rompecabezas de mosaicos piden a los jugadores diseccionar primero una forma determinada y luego reorganizar las piezas en otra forma. Otros rompecabezas de mosaicos piden a los jugadores diseccionar una forma determinada mientras cumplen ciertas condiciones. Los dos últimos tipos de rompecabezas de mosaico también se denominan rompecabezas de disección .Los rompecabezas de piezas pueden estar hechos de madera, metal, cartón, plástico o cualquier otro material en láminas. En la actualidad, existen muchos rompecabezas de mosaicos disponibles como juegos de computadora.
Los rompecabezas de fichas tienen una larga historia. Algunos de los más antiguos y famosos son los rompecabezas y el tangram.
Otros ejemplos de rompecabezas de mosaicos incluyen:
- Rompecabezas de Conway
- Teselación de dominó, de la cual el problema del tablero de ajedrez mutilado es un ejemplo
- Rompecabezas de la eternidad
- Cuadrado mágico geométrico
- Rompecabezas 3D
- Cuadrando el cuadrado
- Tántrix
- Rompecabezas en forma de T

Muchos rompecabezas mecánicos tridimensionales pueden considerarse como rompecabezas de mosaicos tridimensionales.